# بيت ملات
بيت ملاتهي قرية لبنانية من قرى قضاء عكار في محافظة الشمال. 

## جغرافيتها
تبعد عن العاصمة بيروت نحو 124 كلم وتغطي مساحة تناهز 75 هكتارا من الأراضي معظمها في النطاق البلدي وخراجها صغير.
ترتفع بيت ملات عن سطح البحر نحو 550 م وتشكل جزء من بلدات عــدة تتواتر مواقعها بين مجموعة تلال في منطقة الجومة حيث تجاورها شرقا قريتا التلة وشطاحة والعيون وانتهاء ببينو وغربا بلدتا تكريت وجبرايل.
عدد سكان بيت مــلات المقيمين فــي لبنان يبلغ الفي نسمة في حين ينتشر في اصقاع الدنيا ما يربو على 14,000 نسمة بخاصة في بلدان الامريكيتين وأفريقيا وفرنسا وأستراليا.

## التسمية
كلمة «بيت ملات» سريانية ومعناها «بيت الكلمة» أو «بيت الملة». 

## تاريخها
عرت هذه البلدة حضارات قديمة وكانت مسكونة منذ ما قبل الميلاد بدليل ما يقال انه في العهد العثماني وجد أحد الفلاحين وهو يحرث ارضه جرة مليئة بالتبر وتعرضت زوجته لأشد أنواع العذاب من قبل الأتراك حتى توفيت، فغادر هو البلدة إلى المكسيك وكان أول المهاجرين اليها.